# Rhynchospora fusca
Rhynchospora fusca (L.) W.T.Aiton, 1810 è una pianta erbacea della famiglia delle Ciperacee.

## Distribuzione e habitat
Simile a Rhynchospora alba, ma decisamente più rara, è diffusa in Europa e Nord America.
 
In Italia è quasi estinta: si trova in Toscana a Bientina ed Altopascio e a San Pellegrino presso Lucca.
Fiorisce in giugno/luglio.